# José Martínez Pérez
José Martínez Pérez (Oria, Almería, 1954 - Ispáster, Vizcaya, 1 de febrero de 1980) fue un guardia civil español.
El 1 de febrero de 1980 un grupo de seis guardias civiles montados en un furgón salieron de Marquina-Jeméin para dirigirse a efectuar pruebas con morteros y granadas en Laga. El grupo de José Martínez escoltaba un convoy que transportaba armas para unos ejercicios de prácticas de tiro. El grupo fue sorprendido por una explosión de una granada de mano, que había alcanzado el vehículo. Acto después el comando terrorista ametralló el furgón en Ispáster, Vizcaya, donde murió José Martínez y el resto de su equipo.